# Dahlgren (Schiff, 1961)
Die USS Dahlgren (DLG-12/DDG-43) war ein Zerstörer der United States Navy und gehörte der Farragut-Klasse an.

## Geschichte
Die Dahlgren wurde 1956 in Auftrag gegeben und 1958 auf der Philadelphia Naval Shipyard auf Kiel gelegt. Der Stapellauf fand 1960 statt, die Indienststellung im folgenden Jahr. Das Schiff ist nach dem Admiral John Adolphus Bernard Dahlgren benannt. Zum Zeitpunkt der Indienststellung war das Schiff als DLG-12 designiert, also als Zerstörerführer mit Lenkwaffen.
Auf ihrer ersten Fahrt besuchte die Dahlgren mehrere europäische Staaten, unter anderem legte der Zerstörer in Kiel und mehreren skandinavischen Häfen an. 1962 war die Dahlgren an der Blockade von Kuba während der Kubakrise beteiligt. Später wurde das Schiff aus der Atlantikflotte herausgenommen und diente im Rahmen des Vietnamkrieges als Combat-Search-and-Rescue-Einheit in Golf von Tonkin. Allein im Jahr 1967 rettete sie elf abgeschossene Piloten aus dem Meer.
In den folgenden Jahren fuhr die Dahlgren wieder im Atlantik, teilweise auch als Flaggschiff für Regionalkommandeure. 1972 und 1973 verbrachte das Schiff zur Überholung und Modernisierung in ihrer Bauwerft. Auch daraufhin folgten überwiegend Manöver und Fahrten in europäischen Gewässern, 1977 besuchte die Mannschaft Bremen. Bereits 1975 war der Zerstörerführer zum Lenkwaffenzerstörer umklassifiziert worden und trug nun die Kennung DDG-43. 1979 begann die nächste Werftliegezeit, die 15 Monate dauerte und wieder in Philadelphia stattfand. August 1980 begann die nächste Einsatzfahrt ins Mittelmeer. 1981 nahm die Dahlgren an der UNITAS-Übung in der Karibik teil. 1984 lag das Schiff wieder zur Überholung in ihrer Bauwerft, 1986 folgte eine Einsatzfahrt ins Mittelmeer, 1988 dann in den Indischen Ozean.
1992 wurde die Dahlgren außer Dienst gestellt und im folgenden Jahr verschrottet.